# ارونیتسه
ارونیتسه (به صربی: Ervenice) یک منطقهٔ مسکونی در صربستان است که در توتین، صربستان واقع شده‌است. ارونیتسه ۵۷ نفر جمعیت دارد.